# Frederik Ludvig Bradt
Frederik Ludvig Bradt, född 16 juni 1747 och död 15 januari 1829, var en dansk kopparstickare, bror till kopparstickaren Johan Bradt.
Han utförde illustrationer till Ludvig Holbergs Den jäktade och ett arbete av naturforskaren Charles Bonnet. Bradt utförde även flera kopparstick efter Jens Juel och holländska konstnärer.